# Madanapalle
Madanapalle là một thành phố và khu đô thị của quận Chittoor thuộc bang Andhra Pradesh, Ấn Độ.

## Địa lý
Madanapalle có vị trí 13°33′B 78°30′Đ / 13,55°B 78,5°Đ Nó có độ cao trung bình là 695 mét (2280 feet).

## Nhân khẩu
Theo điều tra dân số năm 2001 của Ấn Độ, Madanapalle có dân số 97.964 người. Phái nam chiếm 51% tổng số dân và phái nữ chiếm 49%. Madanapalle có tỷ lệ 68% biết đọc biết viết, cao hơn tỷ lệ trung bình toàn quốc là 59,5%: tỷ lệ cho phái nam là 75%, và tỷ lệ cho phái nữ là 61%. Tại Madanapalle, 12% dân số nhỏ hơn 6 tuổi.